# پم فریس
پم فریس (انگلیسی: Pam Ferris؛ زادهٔ ۱۱ مهٔ ۱۹۴۸) یک هنرپیشه اهل بریتانیا است. وی از سال ۱۹۷۱ میلادی تاکنون مشغول فعالیت بوده‌است.
از فیلم‌ها یا برنامه‌های تلویزیونی که وی در آن نقش داشته‌است می‌توان به هری پاتر و زندانی آزکابان و همچنین مرگ بر نوازش کننده اشاره کرد.

## گزیدهٔ نقش‌آفرینی‌ها
- هری پاتر و زندانی آزکابان
- فرزندان انسان
- کلاغ سیاه
- مرگ بر اسموچی
- متیلدا
- مرد دیگر
- جک‌بوتس در وایتهال
- پیکادلی جیم